# Leonid Bajdak
Leonid Iwanowicz Bajdak, ros. Леонид Иванович Байдак (ur. 11 lutego?/23 lutego 1894 w Odessie, zm. 16 września 1970 w San Francisco) – rosyjski pilot wojskowy, oficer jugosłowiańskich sił lotniczych, dowódca 1 pułku lotniczego lotnictwa Sił Zbrojnych Komitetu Wyzwolenia Narodów Rosji pod koniec II wojny światowej.

## Życiorys
Ukończył szkołę wojskową w Czuchujewie. Brał udział w I wojnie światowej. W marcu 1917 r. ukończył w stopniu porucznika szkołę lotniczą w Gatczynie. Przystąpił do białych. Służył w lotnictwie Armii Północnej gen. Jewgienija Millera. Został odznaczony Orderem Św. Grzegorza. Po klęsce wojsk gen. J. Millera w marcu 1920 r., przedostał się na południe Rosji, gdzie wstąpił do armii gen. Piotra N. Wrangla. Za zasługi w rozbiciu w czerwcu 1920 r. bolszewickiego 3-tysięcznego korpusu kawalerii Dmitrija P. Żłoby został odznaczony Orderem Św. Mikołaja 2 klasy. Po ewakuacji wojsk białych z Krymu do Gallipoli w listopadzie 1920 r., zamieszkał w Królestwie SHS. Wstąpił do jugosłowiańskiego lotnictwa wojskowego, dochodząc do stopnia podpułkownika. Jednocześnie działał w Stowarzyszeniu Oficerów Rosyjskich Sił Lotniczych w Królestwie SHS. Oblatywał prototypy nowych samolotów wojskowych, m.in. IK-1 i IK-2. Otrzymał liczne nagrody od króla Aleksandra I. W 1927 r. dokonał wraz z innym pilotem Tadiją Sondermajerem przelotu na trasie z Paryża do Bombaju, a następnie do Belgradu. Było to wówczas dużym wyczynem lotniczym. Od jesieni 1940 r. był dowódcą 5 pułku lotniczego w Niszu, biorąc na jego czele udział w wojnie z Niemcami w kwietniu 1941 r. Po kapitulacji Jugosławii wstąpił w szeregi Rosyjskiego Korpusu Ochronnego, który zwalczał komunistyczną partyzantkę na Bałkanach. Następnie przeniósł się do Niemiec. Na przełomie 1944/1945 r. współtworzył lotnictwo Sił Zbrojnych Komitetu Wyzwolenia Narodów Rosji. Został w stopniu pułkownika dowódcą 1 pułku myśliwskiego. Po zakończeniu wojny uniknął repatriacji do ZSRR. Zamieszkał w USA, gdzie zmarł 16 września 1970 r.